# Schiffovy báze

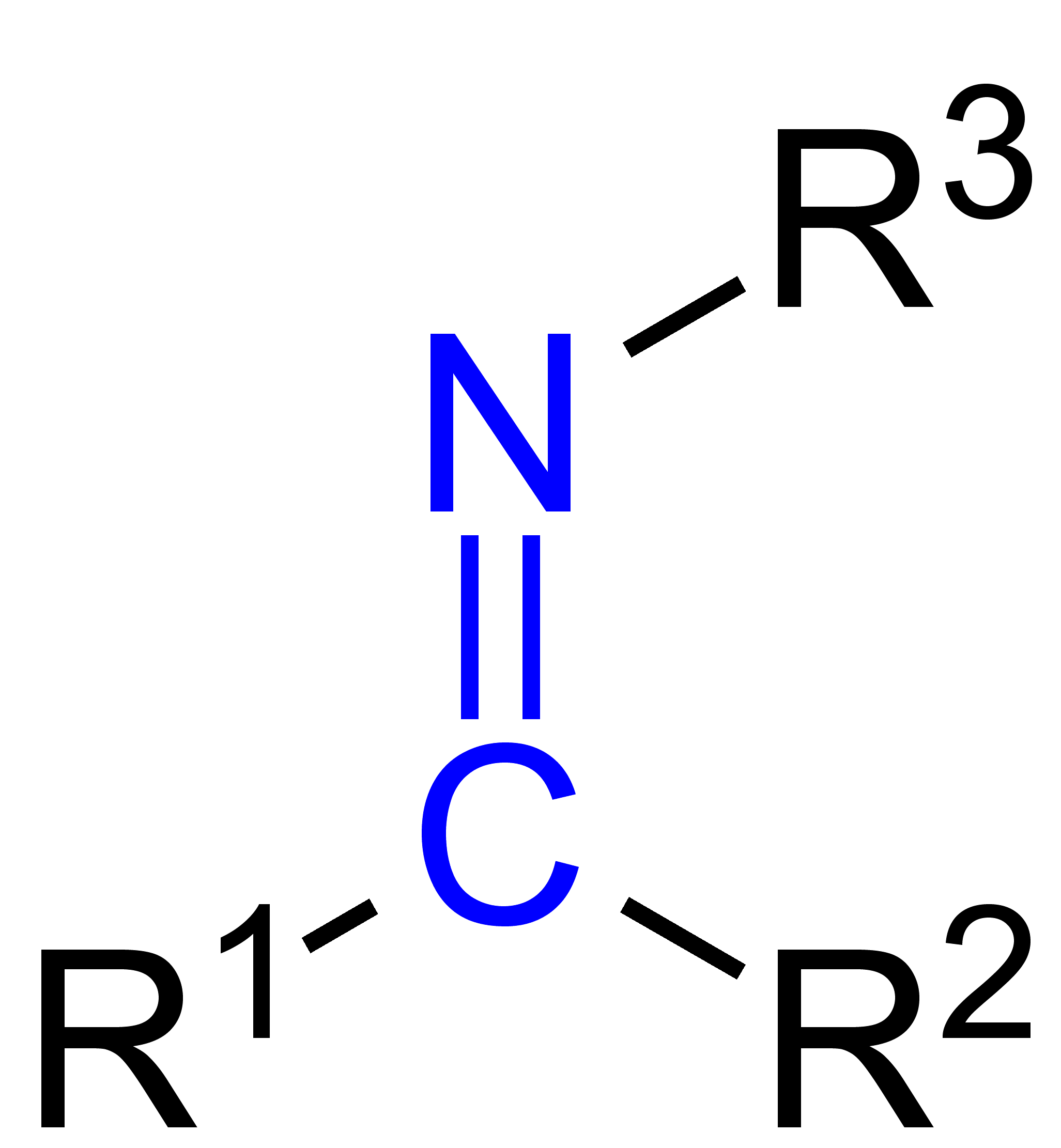
Obecná struktura iminu. Schiffovy báze jsou iminy, u kterých je R^{3} alkylová nebo arylová skupina (ne vodík). R^{1} a R^{2} mohou být vodíky

Schiffovy báze (pojmenované po Hugu Schiffovi) jsou organické sloučeniny s obecným vzorcem R2C=NR' (R' ≠ H). Jsou podskupinou iminů.
Existuje pro ně řada speciálních názvů, například Schiffovy báze odvozené od anilinu, u nichž je R3 (viz obrázek výše) fenyl (nebo substituovaný fenyl, se nazývají anily, zatímco bis-sloučeniny se často označují jako salenové sloučeniny.
Označení Schiffovy báze se pro tyto sloučeniny obvykle používá, když se používají jako ligandy v komplexech s kovovými ionty. Některé z těchto komplexů, například komplexy korinu, se vyskytují v přírodě, ovšem většina z nich se vyrábí uměle a používá se na přípravu katalyzátorů jako jsou Jacobsenovy katalyzátory.

## Příprava

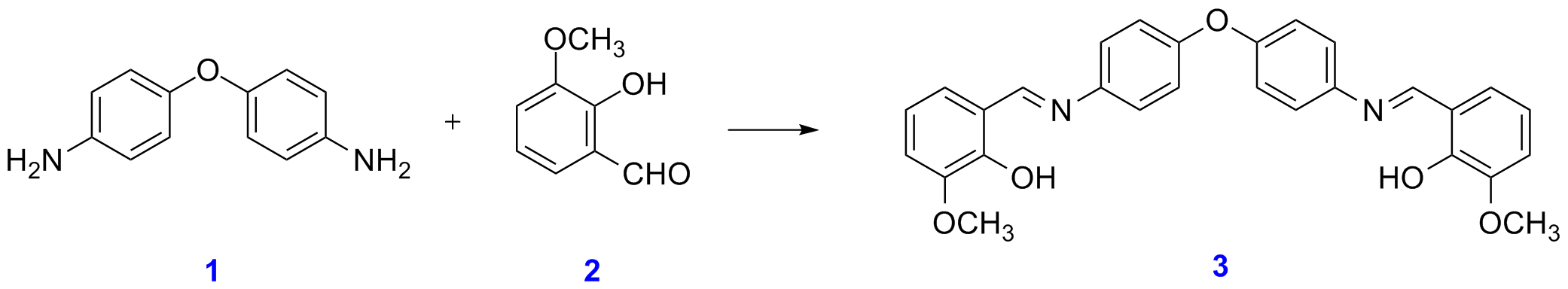
Směs 4,4'-oxydianilinu 1 (1,00 g, 5,00 mmol) a o-vanilinu 2 (1,52 g, 10,0 mmol) v methanolu (40,0 ml) je míchána při pokojové teplotě po dobu jedné hodiny za vzniku oranžové sraženiny; po filtraci a promytí methanolem vznikne čistá Schiffova báze 3 (2,27 g, 97 %)

Schiffovy báze se dají připravit z alifatického či aromatického aminu a karbonylové sloučeniny nukleofilní adicí za vzniku hemiaminalu a jeho následnou dehydratací na imin. V jednom z příkladů reaguje 4,4'-diaminodifenylether s o-vanilinem:

## V biochemii
Schiffovy báze jsou běžnými meziprodukty enzymatických reakcí, při kterých aminová skupina, například koncová skupina lysinového zbytku, vratně reaguje s aldehydovou či ketonovou skupinou kofaktoru nebo substrátu. Jeden z častých enzymových kofaktorů, pyridoxalfosfát, vytváří se zbytkem lysinu Schiffovu bázi a je transaldiminován na substrát(y). Obdobně další kofaktor retinal vytváří Schiffovy báze s rodopsiny, tato reakce je důležitou součástí mechanismu vnímání světla.

## V koordinační chemii
Schiffovy báze se často používají jako ligandy v koordinační chemii, zde jsou obvykle odvozené od alkyldiaminů a aromatických aldehydů. Iminový dusík je zásaditý a působí jako akceptor π elektronů.

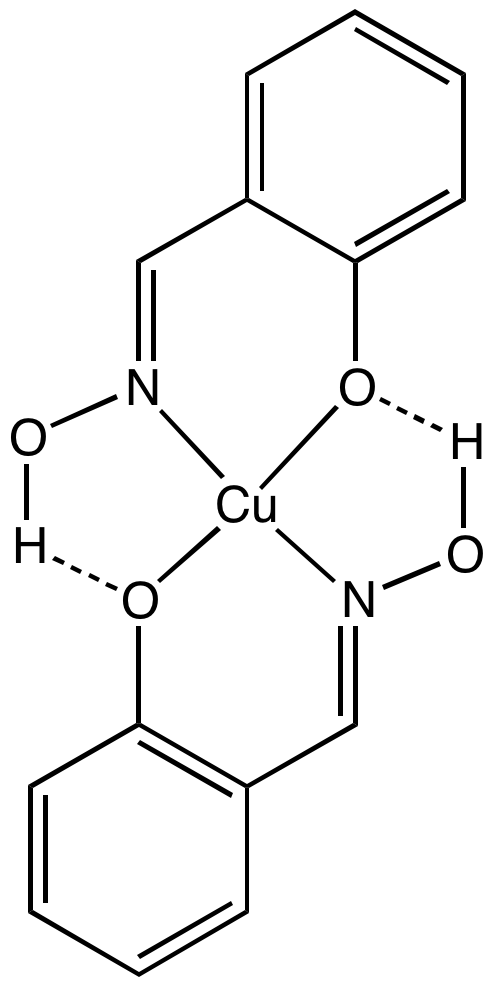
Komplex Cu2+ a salicylaldoximu
Saleny jsou tetradentátní ligandy, u nichž při tvorbě komplexu dochází k deprotonaci
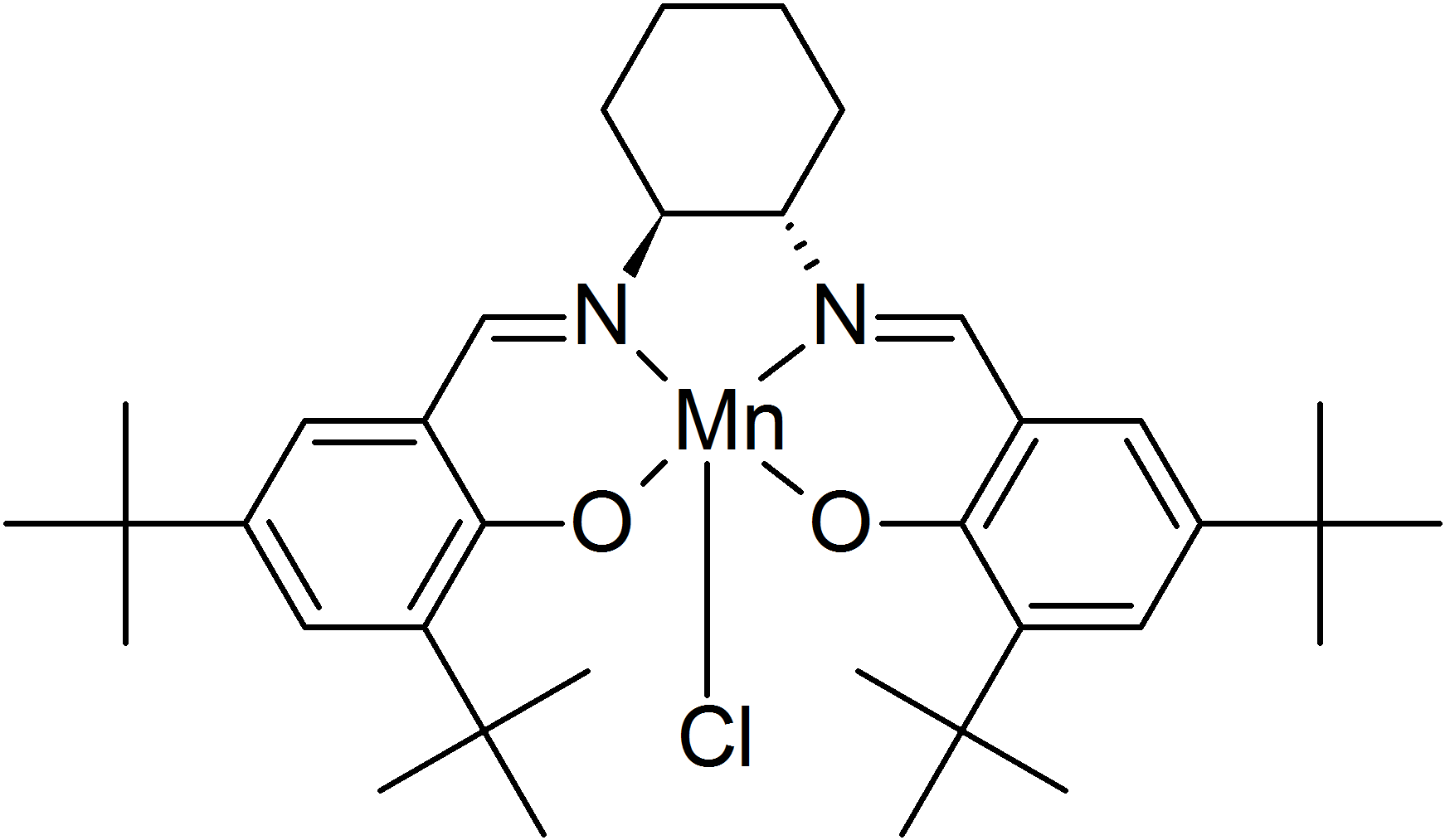
Jacobsenovy katalyzátory jsou odvozeny od chirálních salenových ligandů.

Chirální Schiffovy báze byly jedněmi z prvních ligandů použitých při asymetrických katalyzátorů. Roku 1968 vyvinul Rjódži Nojori komplex mědi a Schiffovy báze jako katalyzátor kovem katalyzované karbenoidové cyklopropanace styrenu. Za tento objev získal v roce 2001 Nobelovu cena za chemii.

## Konjugované Schiffovy báze
Konjugované Schiffovy báze silně absorbují v ultrafialové až viditelné oblasti elektromagnetického spektra. Tato absorpce je základem pro určení anisidinového čísla, které udává míru oxidačního rozkladu tuků a olejů.